# Copenhagen Shipping Exchange
Copenhagen Shipping Exchange (cphse) er et hurtigvoksende danskejet softwarefirma der har specialiseret sig i optimering af arbejdsgangene i forbindelse med køb og salg af fragtoplysninger til skibsagenter i rederibranchen.

## Beskrivelse
Hovedproduktet er Skybox, en cloud baseret informationsportal hvori samles, analyseres og sorteres for relevans al kundens korrespondance med aktive og potentielle kunder. Speciel indsatsområder omkring uptime og beskyttelse og sikkerhed af kundes fortrolige e-mails, som er essentiel for branchen. Kundebasen består af større og mindre aktører på international plan, primært centreret omkring diverse maritime centre ved London, Antwerpen, Rotterdam, Piræus, mm. Copenhagen Shipping Exchange har på nuværende tidspunkt udviklingscentre i København, Rom, Glasgow og Bangkok.